# جان‌کارا (گول‌باشی)
جان‌کارا (به ترکی استانبولی: Cankara) یک منطقهٔ مسکونی در ترکیه است که در گول‌باشی واقع شده‌است.